# 강순남
강순남(姜順南,强純男,? ~ )은 조선민주주의인민공화국의 군인 겸 정치인이다. 현재 조선민주주의인민공화국 국방상, 조선인민군 육군대장 겸 당중앙위원회 위원이다.

## 경력
자세한 생애에 대해서는 알려진 바가 없다. 조선인민군 육군에서 경력을 시작하였으며, 인민무력성 부상 겸 제671대연합부대 부대장을 지냈다. 조선인민군 중장이다. 2016년 5월, 조선로동당 제7차 대회에서 조선로동당 중앙위원회 후보위원으로 선출되었다. 2022년 대장으로 진급하였으며, 2023년에는 조선로동당 8기 정치국 위원으로 보선되었으며, 리영길의 후임으로 국방상에 임명되었다.

## 기타
2015년 11월 리을설 사망과 2018년 8월 김영춘 사망 당시에 국가장의위원회 위원을 맡았다.